# Tajči

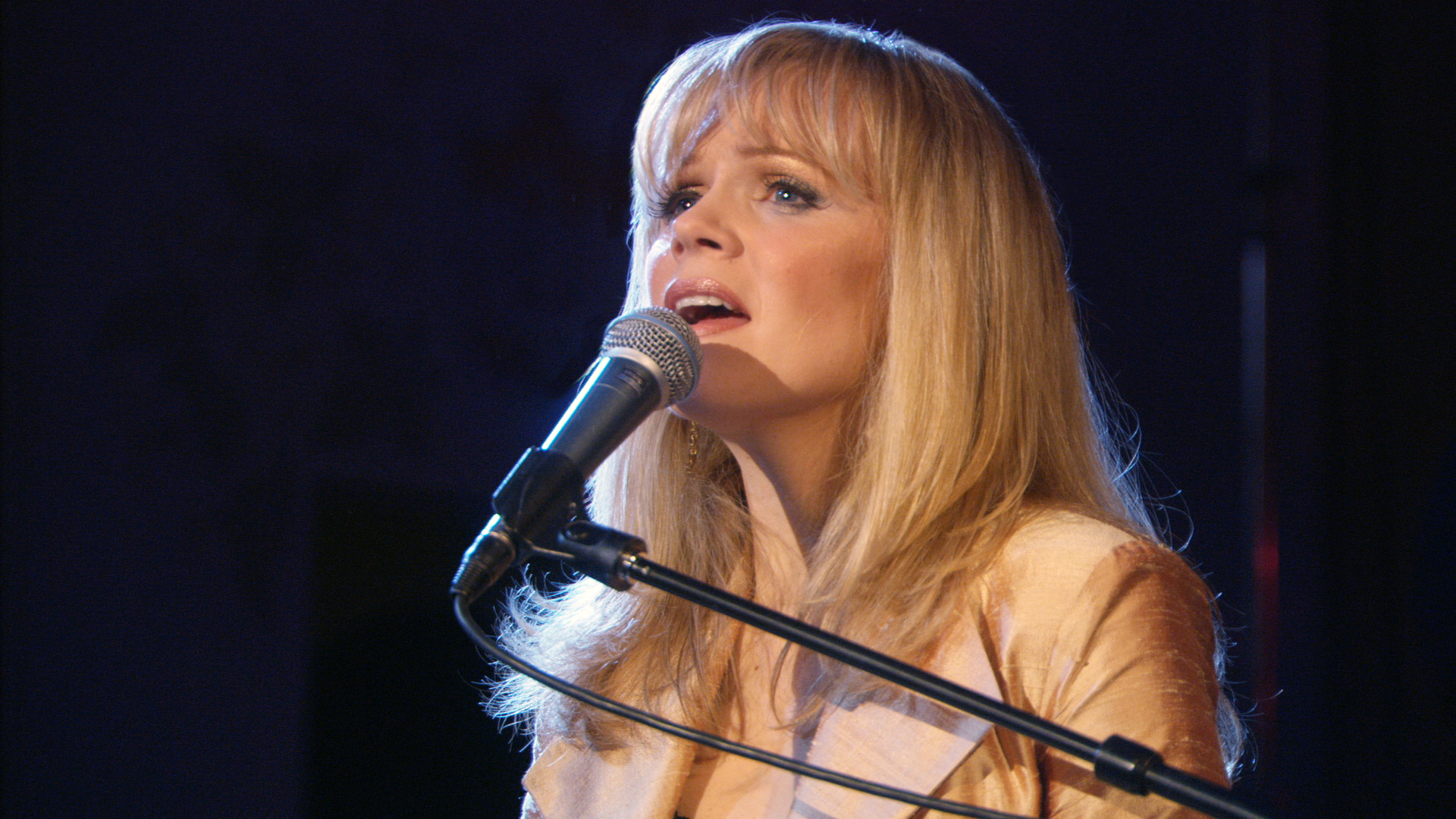
Tatiana Cameron bei einem Auftritt in der St. Jerome’s Church in Chicago (2006)

Tatiana Cameron (* 1. Juli 1970 in Zagreb; Geburtsname Matejaš) ist eine kroatische Sängerin.

## Leben und Wirken
Tatiana Cameron wurde im ehemaligen Jugoslawien unter ihrem Künstlernamen Tajči bekannt. Sie vertrat das Land 1990 beim Eurovision Song Contest in Zagreb. Mit ihrem Lied Hajde da ludujemo (Text: Alka Vuica; Komponist: Zrinko Tutić) wurde sie Siebte.
Anschließend zog sie in die USA und heiratete 2000 den Pianisten Matthew Cameron. Sie singt dort meist in Kirchen. Cameron veröffentlichte in den USA zwei Alben und mehrere Singles. Im Oktober 2011 startet ihre Tour „Ludujemo s Dusom“.